# عملیات کربلای ۱
عملیات کربلای ۱ عملیات تهاجمی سپاه پاسداران انقلاب اسلامی، علیه نیروهای ارتش عراق در خلال جنگ ایران و عراق بود، که در تیر ماه ۱۳۶۵ به‌مدت ۱۰ روز به‌صورت گسترده در منطقه مهران، استان ایلام انجام شد. این عملیات با پیروزی نیروهای ایرانی و بازپس‌گیری شهر مهران بپایان رسید.

## اهداف عملیات
باز پس‌گیری شهر مهران و سلسله ارتفاعات قلاویزان و دستیابی به مرز و تأمین کل منطقه توسط نیروهای ایرانی.

## منطقه عملیات
منطقه عملیاتی کربلای ۱ از جنوب به ارتفاعات قلاویزان، از شمال به ارتفاعات نمه کلان کوچک، از غرب به امتداد غربی ارتفاعات قلاویزان و پاسگاه مرزی بهرام‌آباد و از شرق به جاده مهران به دهلران، در استان ایلام منتهی می‌شد.‌‌ پس از اشغال مهران، استحکامات و موانع متعددی توسط ارتش عراق ایجاد شد. در محور شمالی (جاده ایلام به مهران و باغ کشاورزی) هفت ردیف مین همراه با کانال و بیش از پنج ردیف سیم‌خاردار رشته‌ای وجود داشت. در محور میانی، حد فاصل رودخانه گاوی و جاده دهلران به مهران، به لحاظ کوهستانی بودن منطقه، استحکامات نسبتاً ضعیف بود. در محور جنوبی (ارتفاعات قلاویزان) سنگرهای کمین و در بعضی شیارها، یک ردیف سیم‌خاردار و مین وجود داشت.

## شرح عملیات
عملیات کربلای ۱ در ساعت ۲۳:۳۰ روز ۹ تیر ۱۳۶۵ با رمز یا اباالفضل العباس ادرکنی آغاز شد. در روز اول، نیروهای عراقی از حمله نیروهای ایرانی، غافلگیر شدند. به طوری که در روز دوم،‌شهر مهران آزاد شد. در نهایت در روز ۱۹ تیر، عملیات با موفقیت به پایان رسید. محور اصلی عملیات در امتداد جاده دهلران- مهران و در حد فاصل قلاویزان تا رودخانه گاوی با ۳۴ گردان پیاده، ۹ گردان ادوات و ۲ گردان زرهی اجرا شد. محور فرعی عملیات در امتداد جاده ایلام- مهران و در حد فاصل باغ کشاورزی تا رودخانه گاوی با یگان‌هایی از تیپ ۴ اجرا و سپس از روز دوم عملیات، یگان‌های محور فرعی به عنوان پشتیبانی محور اصلی، اقدام به تک کردند.

## استعداد نیروها

### عراق[۶]
منطقه مورد نظر برای عملیات کربلای ۱، تحت مسئولیت لشکر ۱۷ زرهی از سپاه دوم ارتش عراق بود. حفظ پدافندی این لشکر از رودخانه کنجاچم به سمت میانکوه امتداد می‌یافت. علاوه بر یگان‌های سازمانی این لشکر (تیپ‌های ۷۰ زرهی، ۵۹ زرهی و ۷۰۵ پیاده) یگان‌های زیر نیز تحت امر آن بودند:
- تیپ‌های ۴۳۳، ۴۱۷ و ۴۲۵ پیاده.
- تیپ ۱ کماندویی و گردان کماندو لشکر ۴۰ پیاده.

با شروع عملیات، یگان‌های زیر نیز وارد منطقه شدند:
- تیپ ۱ مکانیزه، ۴ و ۵ پیاده، ۳ نیروی مخصوص، ۲ و ۱۰ زرهی از پاسگان ریاست جمهوری.
- تیپ‌های ۷۱، ۷۲ و ۳ پیاده از لشکر ۳۵ پیاده.
- تیپ‌های ۵۰۱، ۱۱۳، ۹۵، ۱۱۸ و ۱۰۸ پیاده.
- تیپ ۲۴ مکانیزه.
- تیپ‌های ۲، ۳ و ۵ کماندو، گردان کماندویی لشکر ۲۰ پیاده و گردان کماندویی لشکر ۲ پیاده.
- تیپ ۶۵ نیروی مخصوص.
- گردان‌های ۷۶۳، ۱۱۰، ۱۵، ۷۶۶، ۲۱۷، ۲۳۸، ۵۳، ۲۴۷ و ۴۸۹ توپخانه.

### ایران[۶]
قرارگاه نجف هدایت نیروهای زیر را به عهده داشت:
- لشکر ۲۷ محمد رسول‌الله با ۷ گردان پیاده و یک گردان تانک.
- لشکر ۱۷ علی ابن ابیطالب با ۳ گردان پیاده و ۱ گروهان تانک.
- لشکر ۵ نصر با ۳ گردان پیاده.
- لشکر ۲۵ کربلا با ۴ گردان پیاده و ۱ گردان تانک.
- لشکر ۱۰ سیدالشهدا با ۳ گردان پیاده.
- لشکر ۴۱ ثارالله با ۴ گردان پیاده و گردان تانک.
- تیپ ۲۱ امام رضا با ۲ گردان پیاده.
- تیپ ۱۵ امام حسن با ۵ گردان پیاده.
- تیپ ۶۶۲ بیت‌المقدس با ۲ گردان پیاده .
- گردان مستقل ۳۸ زرهی ذوالفقار با ۱ گروهان تانک.
- ۲ گردان توپخانه سپاه و ۴ گردان توپخانه ارتش.[۱۰]

## نتایج عملیات
- مناطق آزاد شده:[۶]

1. شهر مهران
2. ارتفاعات قلاویزان
3. ارتفاعات ۲۶۵-۲۵۴-۲۰۰-۲۴۴-۲۴۸-۲۱۳-۲۴۹-۲۲۵-۲۱۵-۲۲۷- ۲۳۷-۲۳۵- ۲۷۵-۲۷۲-۱۷۰-۱۹۰-۱۵۰-۱۶۵-۱۹۵-۱۸۳-۲۱۲-۲۲۳
4. چندین روستا و شهرک از جمله منصورآباد، هرمزآباد، بهروزان، امام حسن، قلعه کهنه، فیروزآباد و فرخ‌آباد
5. پاسگاه فرخ‌آباد
6. پاسگاه‌های عراقی تعاون، محمد قاسم و دراجی

- تجهیزات منهدم شده عراق:

1. ۱۱۰ دستگاه تانک و نفربر
2. صدها دستگاه خودرو
3. چندین انبار بزرگ مهمات
4. مقدار زیادی سلاح سبک و نیمه سنگین

- یگان‌های منهدم شده عراق:

1. تیپ‌های ۴ و ۵ از گارد ریاست جمهوری
2. تیپ ۴۴۳ مامور به لشکر ۱۷
3. تیپ ۵۰۷
4. تیپ ۶۶ کماندویی
5. تیپ ۷۱ از لشکر ۳۵
6. تیپ‌های ۹۳، ۱۱۳، ۷۱، ۷۲ و ۲

- گروهان پیاده انهدام بیش از ۵۰ درصد ارتش عراق:

1. تیپ ۳ گارد ریاست جمهوری
2. یک تیپ کماندویی ویژه
3. تیپ ۷۰ زرهی
4. تیپ۴۱۷
5. تیپ کماندویی ستاد کل عراق
6. تیپ نیروی مخصوص
7. تیپ ۵۹
8. تیپ ۵۰۱
9. تیپ‌های ۹۵ و ۲۴ مکانیزه از لشکر ۱۰
10. گردان کماندویی لشکر ۴۰
11. ۴ گردان مهمات خاصه
12. گردان‌های ۲۲۸ و ۵۳ و ۴۴۷ توپخانه و گردان ضد زره

- تلفات عراق:

1. بیش از ۹٫۰۰۰ نفر کشته و زخمی
2. تعداد اسراء: ۱٫۴۰۰ نفر

- غنائم:

1. ۷۳ دستگاه تانک و نفربر
2. ۱۰۰ دستگاه خودرو نظامی
3. ۹۰ دستگاه خمپاره انداز
4. ۲۰ دستگاه آتشبار ضد هوایی
5. ۱۰ دستگاه خودرو مهندسی
6. هزاران قبضه سلاح سبک و نیمه سنگین

## مطالعه بیشتر
- محسن رشید، گزارشی کوتاه/مرکز مطالعات و تحقیقات جنگ سپاه، ویرایش: مهدی انصاری، تهران: سپاه پاسداران انقلاب اسلامی، مرکز مطالعات و تحقیق جنگ، ۱۳۷۸، شابک: ۹۶۴-۶۳۱۵-۳۳-x